# Otacilia onoi
Otacilia onoi is een spinnensoort uit de familie van de Phrurolithidae.
De wetenschappelijke naam van de soort werd in 2001 gepubliceerd door Christa L. Deeleman-Reinhold.